# Negomir
Negomir è un comune della Romania di 4023 abitanti, ubicato nel distretto di Gorj, nella regione storica dell'Oltenia.
Il comune è formato dall'unione di 10 villaggi: Artanu, Bohorel, Condeiești, Negomir, Nucetu, Orzu, Paltinu, Raci, Ursoaia, Valea Racilor.